# Stephan Steiner
Stephan Steiner (4 de abril de 1978) es un deportista suizo que compitió en remo. Ganó una medalla de plata en el Campeonato Mundial de Remo de 2004, en la prueba de scull individual ligero.

## Palmarés internacional
| Campeonato Mundial | Campeonato Mundial | Campeonato Mundial | Campeonato Mundial      |
| Año                | Lugar              | Medalla            | Prueba                  |
| ------------------ | ------------------ | ------------------ | ----------------------- |
| 2004               | Bañolas (España)   | Medalla de plata   | Scull individual ligero |